# Philippe Suchaud

Philippe Suchaud, né le 10 décembre 1970 à Cosne-d'Allier, est un joueur de pétanque français.

## Biographie
Droitier et jouant essentiellement au poste de tireur (parfois milieu), il fait partie de la catégorie Élite. Il a constitué avec Henri Lacroix et Philippe Quintais, la Dream Team. Avec huit titres, il détient le record de victoires aux Masters de pétanque.
On parle régulièrement de Suchaud Time, pour sa capacité à élever son niveau de jeu à des moments clés d'une partie.

## Clubs
- ?-1994 : CSC Pétanque Cosne-d'Allier (Allier)
- 1995-2003 : Amicale des Marais de Montluçon (Allier)
- 2003-2013 : DUC de Nice (Alpes-Maritimes)
- 2013-2017 : Dreux Pétanque (Eure-et-Loir)
- 2017- : Pétanque Arlancoise (Puy-de-Dôme)

## Palmarès[2],[3]

### Championnats du monde
Champion du Monde
- Triplette 1995 (avec David Le Dantec et Philippe Quintais) :  Équipe de France
- Triplette 1996 (avec David Le Dantec et Philippe Quintais) :  Équipe de France 3
- Triplette 2001 (avec Philippe Quintais, Henri Lacroix et Eric Sirot) :  Équipe de France
- Triplette 2002 (avec Philippe Quintais, Henri Lacroix et Eric Sirot) :  Équipe de France
- Triplette 2003 (avec Philippe Quintais, Henri Lacroix et Eric Sirot) :  Équipe de France 2
- Triplette 2005 (avec Henri Lacroix, Simon Cortes et Julien Lamour) :  Équipe de France
- Triplette 2007 (avec Henri Lacroix, Bruno Le Boursicaud et Thierry Grandet) :  Équipe de France
- Triplette 2008 (avec Henri Lacroix, Bruno Le Boursicaud et Thierry Grandet) :  Équipe de France 2
- Triplette 2010 (avec Henri Lacroix, Bruno Le Boursicaud et Thierry Grandet) :  Équipe de France
- Triplette 2012 (avec Henri Lacroix, Bruno Le Boursicaud et Dylan Rocher) :  Équipe de France
- Doublette 2017 (avec Henri Lacroix) :  Équipe de France
- Triplette 2018 (avec Philippe Quintais, Henri Lacroix et Dylan Rocher) :  Équipe de France
- Doublette 2019 (avec Henri Lacroix) :  Équipe de France
- Triplette 2021 (avec Philippe Quintais, Henri Lacroix et Dylan Rocher) :  Équipe de France[4]

Finaliste
- Doublette mixte 2019 (avec Angélique Colombet) :  Équipe de France

Troisième
- Triplette 1997 (avec Michel Loy et Philippe Quintais) :  Équipe de France 3
- Triplette 2000 (avec Philippe Quintais, Jean-Marc Foyot et Jean-Luc Robert) :  Équipe de France
- Triplette 2004 (avec Henri Lacroix, Philippe Quintais et Eric Sirot) :  Équipe de France 2
- Triplette 2016 (avec Henri Lacroix, Bruno Le Boursicaud et Dylan Rocher) :  Équipe de France
- Triplette 2024 (avec Henri Lacroix, Dylan Rocher, Jean Feltain ) :  Équipe de France

### Coupe des Confédérations
Vainqueur
- Triplette 2015 (avec Michel Loy, Henri Lacroix et Bruno Le Boursicaud) :  Équipe de France

### Championnats d'Europe
Champion d'Europe
- Triplette 2009 (avec Henri Lacroix, Bruno Le Boursicaud et Thierry Grandet) :  Équipe de France 2
- Triplette 2017 (avec Henri Lacroix, Philippe Quintais et Dylan Rocher) :  Équipe de France
- Triplette 2023 (avec  Ludovic Montoro, Jean Feltain, David Doerr ) :   Équipe de France

### Coupe d'Europe des Clubs
Vainqueur
- 2004 : (avec Fabienne Tomasini, Valérie Augusta, Philippe Quintais, Stéphane Ruffo, Frédéric Foni, Ludovic Montoro, Pascal Dacruz, Luis Aleixo et Alain Montoro (coach)) : DUC de Nice
- 2008 (avec Séverine Roche, Christine Saunier, Philippe Quintais, Henri Lacroix, Simon Cortes, Pascal Milei, Ludovic Montoro, Khaled Lakhal, Pascal Dacruz et Alain Montoro (coach)) : DUC de Nice
- 2009 (avec Séverine Roche, Christine Saunier, Philippe Quintais, Henri Lacroix, Simon Cortes, Pascal Miléi, Ludovic Montoro, Khaled Lakhal et Alain Montoro (coach)) : DUC de Nice
- 2010 (avec Séverine Roche, Christine Saunier, Philippe Quintais, Henri Lacroix, Simon Cortes, Patrick Hervo, Ludovic Montoro et Alain Montoro (coach)) : DUC de Nice
- 2022   (avec Angélique Colombet, Richard Mondillon, Kawtar Benabdella, Antoine Cano, Zvonko Radnic, Dominique Usaï (coach), Cyril Bégon, Steeven  Chapeland) Pétanque Arlancoise

### Jeux méditerranéens[5]
Vainqueur
- Médaillé d'or en Doublette (avec Philippe Quintais) :  Équipe de France : 2001 à Tunis (Tunisie)

Finaliste
- Médaillé d'argent en Triplette (avec Philippe Quintais et Ludovic Labrue) :  Équipe de France : 2001 à Tunis (Tunisie)

Troisième
- Médaillé de bronze en Doublette (avec Philippe Quintais) :  Équipe de France : 1997 à Bari (Italie)
- Médaillé de bronze en Doublette (avec Bruno Le Boursicaud) :  Équipe de France : 2013

### Championnats de France
Champion de France
- Doublette 1995 (avec Daniel Voisin) : Amicale des Marais de Montluçon
- Triplette 1998 (avec Christian Fazzino et Didier Velut) : Amicale des Marais de Montluçon
- Doublette mixte 2000 (avec Sylvie Jaunet) : Amicale des Marais de Montluçon
- Triplette 2002 (avec Christian Fazzino et Daniel Voisin) : Amicale des Marais de Montluçon
- Triplette 2006 (avec Henri Lacroix et Philippe Quintais) : DUC de Nice
- Doublette mixte 2006 (avec Séverine Roche) : DUC de Nice
- Doublette mixte 2007 (avec Séverine Roche) : DUC de Nice
- Triplette 2008 (avec Henri Lacroix et Philippe Quintais) : DUC de Nice
- Triplette 2009 (avec Henri Lacroix et Philippe Quintais) : DUC de Nice
- Triplette 2010 (avec Henri Lacroix et Philippe Quintais) : DUC de Nice
- Triplette 2013 (avec Emmanuel Lucien et Philippe Quintais) : Dreux Pétanque

Finaliste
- Doublette mixte 1998 (avec Sylvie Jaunet) : Amicale des Marais de Montluçon
- Triplette 2001 (avec Christian Fazzino et Daniel Voisin) : Amicale des Marais de Montluçon
- Doublette mixte 2001 (avec Sylvie Jaunet) : Amicale des Marais de Montluçon
- Doublette 2003 (avec Daniel Voisin) : Amicale des Marais de Montluçon

### Coupe de France des clubs
Vainqueur
- 2003 : (avec Edwige Peseyre, Christian Fazzino, Frédéric Perrin, David Winterstein, Antoine De Macédo, Eric Dasnias et Lucette Salot (coach)) : Amicale des Marais de Montluçon
- 2004 : (avec Fabienne Tomasini, Valérie Augusta, Philippe Quintais, Stéphane Ruffo, Frédéric Foni, Ludovic Montoro, Pascal Dacruz, Luis Aleixo et Alain Montoro (coach)) : DUC de Nice
- 2005 : (avec Christine Saunier, Philippe Quintais, Henri Lacroix, Frédéric Foni, Ludovic Montoro, Khaled Lakhal, Daniel Rizo et Alain Montoro (coach)) : DUC de Nice
- 2006 : (avec Séverine Roche, Philippe Quintais, Henri Lacroix, Patrick Emile, Khaled Lakhal et Alain Montoro (coach)) : DUC de Nice
- 2008 : (avec Christine Saunier, Philippe Quintais, Henri Lacroix, Simon Cortes, Khaled Lakhal, Daniel Rizo et Alain Montoro (coach)) : DUC de Nice
- 2009 : (avec Séverine Roche, Philippe Quintais, Henri Lacroix, Simon Cortes, Pascal Miléi, Ludovic Montoro et Alain Montoro (coach)) : DUC de Nice
- 2011 : (avec Séverine Roche, Henri Lacroix, Simon Cortes, Stéphane Delforge, Patrick Hervo, Ludovic Montoro, Frédéric Perrin et Alain Montoro (coach)) : DUC de Nice
- 2022 : (avec Angélique Colombet, Richard Mondillon, Denis Trait, Antoine Cano, Zvonko Radnic, Dominique Usaï (coach), Cyril Bégon, Steeven Chapeland) Pétanque Arlancoise
- 2025 : (avec Angélique Colombet, Cynthia Chastanet, Romain Billaud, Antoine Cano,Benoit Monros, Dominique Usaï (coach), Cyril Bégon, Wiliam Dauphant, Christian Fazzino ) Pétanque Arlancoise

### Masters de pétanque
Vainqueur
- 2002 (avec Christian Fazzino, Daniel Voisin et Frédéric Perrin) : Équipe Fazzino
- 2003 (avec Philippe Quintais, Henri Lacroix et Jean-Pierre Albentosa) : Équipe Suchaud
- 2007 (avec Philippe Quintais, Henri Lacroix et Frédéric Perrin) : Équipe Lacroix
- 2010 (avec Philippe Quintais, Henri Lacroix et Simon Cortes) : Équipe Quintais
- 2012 (avec Henri Lacroix, Bruno Le Boursicaud et Dylan Rocher) :  Équipe de France
- 2013 (avec Philippe Quintais, Christian Fazzino et Damien Hureau) : Équipe Suchaud
- 2015 (avec Philippe Quintais, Emmanuel Lucien et Charles Weibel) : Équipe Quintais (Wild Card)
- 2016 (avec Henri Lacroix, Dylan Rocher et Bruno Le Boursicaud) :  Équipe de France

Finaliste
- 2001 (avec Christian Fazzino, Daniel Voisin et Raphaël Rypen) : Équipe Fazzino
- 2008 (avec Philippe Quintais, Henri Lacroix et Frédéric Perrin) : Équipe Suchaud
- 2017 (avec Damien Hureau, Michel Loy et Philippe Quintais) :  Équipe de France
- 2019 (avec Dylan Rocher, Philippe Quintais et Emmanuel Lucien) : Équipe Rocher

### Trophée des villes[6]
Vainqueur
- 2009 (avec Philippe Quintais, Henri Lacroix et Christophe Calissi) : Nice
- 2010 (avec Philippe Quintais, Henri Lacroix et Christophe Calissi) : Nice
- 2011 (avec Simon Cortes, Henri Lacroix et Christophe Calissi) : Nice
- 2012 (avec Dylan Rocher, Daniel Rizzo et Ludovic Montoro) : Nice
- 2013 (avec Philippe Quintais, Emmanuel Lucien et Jordan Champion) : Dreux
- 2019 (avec Valentin Beulama, Steven Chapeland et Jean-Michel Puccinelli) : Clermont-Ferrand

### Mondial La Marseillaise
Vainqueur
- 2004 (avec Philippe Quintais et Philippe Pécoul)
- 2005 (avec Philippe Quintais et Philippe Pécoul)
- 2009 (avec Philippe Quintais et Philippe Pécoul)
- 2024 (avec Philippe Quintais et Jean-Claude Jouffre)

Finaliste
- 2025 (avec Philippe Quintais et Jean-Claude Jouffre)

#### Millau

##### Mondial de Millau (1993-2002)
Vainqueur
- Doublette 1994 (avec Daniel Voisin)

Finaliste
- Triplette 1997 (avec Daniel Voisin et Bruno Rocher)
- Doublette 1997 (avec Daniel Voisin)
- Triplette 2001 (avec Daniel Voisin et Christian Fazzino)
- Triplette 2002 (avec Daniel Voisin et Christian Fazzino)

##### Mondial à pétanque de Millau (2003-2015)
Vainqueur
- Doublette 2004 (avec Philippe Quintais)
- Triplette 2005 (avec Philippe Quintais et Henri Lacroix)
- Triplette 2006 (avec Philippe Quintais et Henri Lacroix)
- Triplette 2007 (avec Philippe Quintais et Henri Lacroix)
- Triplette 2011 (avec Philippe Quintais et Henri Lacroix)

#### Passion Pétanque Française (PPF)
Vainqueur
- Triplette 2022 (avec Philippe Quintais et Emmanuel Lucien)[7]

### Autres titres

#### Trophée PétanqueCanal+
Vainqueur
- Triplette 1998 (avec Christian Fazzino et Philippe Quintais) à Toulouse
- Triplette 1999 (avec Christian Fazzino et Philippe Quintais) à Bellerive-sur-Allier

#### EuroPétanque de Nice
Vainqueur
- Triplette 2002 (avec Henri Lacroix et Philippe Quintais)
- Triplette 2009 (avec Henri Lacroix et Philippe Quintais)
- Triplette 2010 (avec Henri Lacroix et Philippe Quintais)
- Triplette 2012 (avec Henri Lacroix et Philippe Quintais)
- Triplette 2014 (avec Philippe Quintais et Emmanuel Lucien)
- Triplette 2015 (avec Philippe Quintais et Emmanuel Lucien)

#### Bol d'Or International deGenève
Vainqueur
- 1997 : Groupe France (avec Philippe Quintais, David Le Dantec et Laurent Morillon)
- 1999 : Groupe France (avec Damien Hureau, David Le Dantec et Michel Loy)
- 2000 : Groupe France (avec Michel Loy, Damien Hureau et Jean-Marc Foyot)
- 2003 : Champions du Monde (avec Philippe Quintais, Henri Lacroix et Éric Sirot)

### Records
- Exhibition tir : codétenteur du record du monde de tir des 1 000 boules en une heure le 10 mai 2011 à Dreux. Les tireurs : Stéphane Robineau (93 frappées), Damien Hureau (91), Philippe Quintais (94), Kévin Malbec (81), Christophe Sévilla (84), Philippe Suchaud (86), Julien Lamour (84), Michel Loy (83), Dylan Rocher (89) et Christian Fazzino (91). Soit 876 sur 1 000 en 53 minutes et 25 secondes.
- Le 9 juin 2016 à  Béziers « 879 boules frappées » avec Stéphane Robineau (86), Dylan Rocher (84), Kahled Lakhal (78), Jean-Michel Puccinelli (88), Philippe Quintais (93), Carlos Rakotoarivelo (87), Maison Durk (92), Charles Weibel (84), Philippe Suchaud (94), et Diego Rizzi (93).